# 梶原金八
梶原 金八（かじわら きんぱち、昭和9年（1934年）結成 - 昭和12年（1937年）活動停止）は、架空の人物名であり、かつて京都に存在した脚本家グループ「鳴滝組」（なるたきぐみ）の集団的ペンネームである。

## 略歴・概要
1934年（昭和9年）、京都の若い映画人である脚本家の八尋不二、三村伸太郎、藤井滋司、監督の滝沢英輔、稲垣浩、山中貞雄、鈴木桃作、助監督の萩原遼の8人が「鳴滝組」を結成した。「鳴滝組」の命名は、当時八尋らが住んでいた、京都市右京区鳴滝音戸山町の近代以前の地名、「葛野郡鳴滝村」にちなんでいる。あとから引っ越してきた山中と、その1歳下で山中に師事する萩原が参加して、8人となった。
「鳴滝組」が共同で脚本を執筆する際のペンネームが「梶原金八」である。当時の東京六大学野球のリーディングヒッター、帝大の梶原英夫選手にちなんでいる。
メンバーはそれぞれ所属会社が違い、八尋・鈴木が新興キネマ京都撮影所、三村・滝沢が浪人中、稲垣・山中が片岡千恵蔵プロダクション（千恵プロ）、藤井が松竹下加茂撮影所、萩原が日活京都撮影所であった。鳴滝は太秦の北側に位置し、嵐電で2駅ほどの距離に多くの撮影所があった。松竹だけが少々遠かった。
「鳴滝組」結成第1作は、並木鏡太郎監督の『右門捕物帖 二百十日』である。この時点では「梶原金四郎」名義でクレジットされていた。同作が公開された同年7月12日の当時、三村が36歳、鈴木が33歳、滝沢が31歳、八尋が29歳、稲垣が28歳、藤井が25歳、山中が24歳、萩原が23歳であった。第2作、山中が応援監督としてクレジットされている小石栄一監督の『勝鬨』で「梶原金八」となるが、第3作の山中監督作『雁太郎街道』では「梶原金六」名義である。初年度はまだ「梶原金八」の名は安定していなかったのだ。
第1作『右門捕物帖 二百十日』の公開当時、同作を製作した嵐寛寿郎プロダクションに所属する者はいなかった。「鳴滝組」は京都のさまざまな映画会社の作品を手がけ、「梶原金八」の名は会社間を越境した。
1935年（昭和10年）からの「鳴滝組」の脚本あるいは原作作品は、「梶原金八」とクレジットされるように固定された。滝沢が市川右太衛門プロダクション（右太プロ）で「鳴滝組」オリジナル作品『晴れる木曾路』を撮り、稲垣・山中は千恵プロから日活京都に移籍し、稲垣が梶原金八脚本『富士の白雪』、ついで稲垣・山中が共同監督し、長谷川伸原作、梶原金八潤色、三村脚本作品『関の弥太ッぺ』を撮り、大ヒットとなったあたりから、忽然と現れた謎の新進脚本家「梶原金八」が業界内でクローズアップされはじめる。
時代はサイレント映画からトーキーへの移行期であった。「鳴滝組」の面々と同世代のマキノ正博は、機材を開発してマキノトーキー製作所を設立、低予算トーキーを躍起になってつくっていた時期である。痛快に面白いトーキーが書ける脚本家「梶原金八」は注目を集めた。
成瀬巳喜男を追い出したばかりの松竹蒲田撮影所の所長・城戸四郎は「梶原金八を引き抜け!」と躍起になったが、まさか架空の名義とは知らず、またそのメンバーのひとりの藤井が松竹下加茂の人間であるとは知る由もなかった。
この活動を期に、高村正次の宝塚キネマ、葉山純之輔の葉山映画連盟の崩壊ののち浪人だった三村は日活京都撮影所へ入社、マキノ・プロダクションの解散以降、各社を転々としていた滝沢はさらに右太プロ、新興キネマを経て、1937年（昭和12年）になると、各社をめまぐるしく動いた山中と同じP.C.L.映画製作所に落ち着き、東京・青山で山中と同居した。鈴木は「土肥正幹」と改名し、萩原は監督に昇進、J.O.スタヂオに移籍した。
山中・滝沢が東京に離れ、また同年8月25日に赤紙が来た山中が戦地に赴き、さらには翌1938年（昭和13年）9月17日に戦死したことにより、「鳴滝組」と「梶原金八」の3年の歴史は幕を閉じた。萩原は山中の死の翌年、自らの8本目の監督作『その前夜』に、山中の名と「梶原金八」の名を刻んだ。「梶原金八」は22本の作品を残した。

## エピソード
「鳴滝組」が結成されたのは、当時京都下河原にあった「さくら家」という、料亭兼旅館兼席貸という京都独特の家で、ここは映画界と縁が深く、当時日活の池永浩久所長の私的な定宿だった。池永退陣の後は永田雅一もここを利用していた。この「さくら家」で、山中貞雄ら「梶原金八」がいろいろなシナリオを書いていた。この縁で山中の送別会や、山中の戦病死の際の偲ぶ会もこの「さくら家」で開かれた。
梶原が架空の連名であることは、戦後になってもまだ知らない人がいて、稲垣浩は「梶原の写真はないか」などと尋ねられることがあったという。「梶原金八」の起こりは京都の鳴滝で、同じ町にいた若い監督や脚本家たちが毎日毎晩集まって飲んだり食ったり、映画の話ばかりやっているうちに「何か面白い時代劇を作ろうか」ということになって脚本を合作したのが始まりだった。リーディングヒッターだった梶原英夫選手から「梶原」の姓を借りたことで、「十本のうち七本は当たるものを書くぞ」と大いに意気込んだという。
やがて評判となった梶原の名を聞いて、松竹の城戸四郎が「梶原金八を引き抜け!」と命令したのは有名な逸話だが、命令された製作部長の大久保忠素は、驚いて「そりゃあ、引き抜けと言われれば引き抜きますが、少々引き抜き料は高いですぞ、なにしろ八人もいるんですから」と答えたという。
ある雑誌社がこの八人を集めて座談会を開いたことがあり、司会の筈見恒夫が、ファンのために「梶原金八」の合成写真を作ろうと言い出した。このとき山中貞雄はヒゲを生やしたてだったので、「（写真の）重ね焼きでも、ヒゲだけは出るやろな」と言ったところ、三村伸太郎が「ヒゲとアゴは出るさ、半分は山中が持っていくだろう」と言って一同大笑いになったという（山中は長い顔で有名だった）。稲垣は「オールバックにメガネ、口ヒゲに長い顔」という、「梶原の肖像画」を描いている。

## フィルモグラフィ

### 1934年
- 右門捕物帖 二百十日 脚本 「梶原金四郎」名義

監督並木鏡太郎、原作佐々木味津三、撮影吉見滋男、主演嵐寛寿郎、共演頭山桂之助、尾上紋弥、嵐徳三郎、川島千恵子、松本田三郎
※嵐寛寿郎プロダクション、サイレント
- 勝鬨 脚本

監督小石栄一、応援監督山中貞雄、原作旗冬吉、撮影石本秀雄、主演片岡千恵蔵、共演花井蘭子、林誠之助、尾上華丈、阪東国太郎、矢野武男、高津愛子、瀬川路三郎、高勢実乗、香川良介、葛木香一、吉野朝子、松平不二也
※片岡千恵蔵プロダクション、サイレント
- 雁太郎街道 原作 「梶原金六」名義

監督山中貞雄、脚色三村伸太郎、撮影石本秀雄、主演片岡千恵蔵、共演伏見直江、瀬川路三郎、滝沢静子、鳥羽陽之助、矢野武男、渥美秀一郎、竹園文子、水の江澄子、尾上華丈、林誠之助、香川良介、阪東国太郎、今成平九郎、富士咲実、市川吉之介
※片岡千恵蔵プロダクション、トーキー

### 1935年
- 晴れる木曾路 原作・脚本

監督滝沢英輔、撮影与篤夫、主演市川右太衛門、共演日守新一、忍節子、大西卓夫、梅田菊蔵、葛木香一、尾崎静子、山口勝平、杉一平、天野刃一、旗平八郎、川島清
※市川右太衛門プロダクション、サウンド版
- 富士の白雪 脚色

監督・原案稲垣浩、撮影竹村康和、主演大河内伝次郎、共演鳥羽陽之助、高勢実乗、大崎史郎、山本礼三郎、高津愛子、大倉多一郎、深水藤子、林幸次郎、山口佐喜雄、大河原左雁次、小森敏
※日活京都撮影所、サウンド版
- 関の弥太ッぺ 潤色

監督稲垣浩・山中貞雄、原作長谷川伸、脚本三村伸太郎、撮影松村禎三・竹村康和、主演大河内伝次郎、共演鳥羽陽之助、山本礼三郎、深水藤子、藤川三之祐、清川荘司、伊村利江子、横山運平、沢村国太郎、八幡震太郎、高勢実乗、大崎史郎、山口佐喜雄、衣笠淳子、市川百々之助
※日活京都撮影所、トーキー
- 太閤記 藤吉郎走卒の巻 脚本

監督滝沢英輔、原作矢田挿雲、撮影藤井春美、録音マキノ正博、主演尾上栄五郎、共演新妻四郎、杉山昌三九、松本泰輔、田村邦男、毛利峰子、久松三津枝、鈴木勝彦、小宮一晃、水野浩、春路謙作、尾上松緑、川崎猛夫、関猛、東栄子、松本田三郎、片桐恒男
※新興キネマ京都撮影所、サウンド版
- 突っかけ侍 潤色

監督荒井良平、原作子母沢寛、脚本舳下逸発、撮影谷本精史、主演尾上菊太郎、共演沢村国太郎、葛木香一、鬼頭善一郎、市川小文治、磯川元春、今成平九郎、尾上桃華、高勢実乗、藤川三之祐、大崎史郎、清川荘司、鈴村京子、高津愛子、花井蘭子、金子春吉
※日活京都撮影所、トーキー
- 蹴手繰り音頭 前篇 脚本

監督井上金太郎、原作長谷川伸、撮影伊藤武夫、主演坂東好太郎、共演月形龍之介、飯塚敏子、大内弘、小笠原章二郎、沢井三郎、高松錦之助、山路義人、新妻四郎、長島武夫、竹内容一、清水英朗、千葉三郎、坪井哲、中川芳江、冬木京三
※松竹下加茂撮影所、トーキー
- 蹴手繰り音頭 後篇 脚本

監督井上金太郎、原作長谷川伸、撮影伊藤武夫、主演坂東好太郎、共演月形龍之介、飯塚敏子、大内弘、小笠原章二郎、沢井三郎、高松錦之助、山路義人、新妻四郎、長島武夫、竹内容一、清水英朗、千葉三郎、坪井哲、中川芳江、冬木京三
※松竹下加茂撮影所、トーキー
- 怪盗白頭巾 前篇 原作

監督山中貞雄、応援監督石橋清一、脚本三村伸太郎、撮影松村禎三、応援撮影竹村康和、主演大河内伝次郎、共演黒川弥太郎、高勢実乗、鳥羽陽之助、市川百々之助、横山運平、花井蘭子、鬼頭善一郎、清川荘司、磯川勝彦
※日活京都撮影所、トーキー

### 1936年
- 海内無双 原作・脚本

監督滝沢英輔、撮影玉井正夫、主演市川右太衛門、共演佐久間妙子、田村邦男、武井龍三、小泉嘉輔、天野刃一、川島清、山口勝久、白妙公子、梅田菊蔵
※市川右太衛門プロダクション、サウンド版
- 怪盗白頭巾 後篇 原作

監督山中貞雄、応援監督稲垣浩、脚本三村伸太郎、撮影松村禎三、応援撮影竹村康和、主演大河内伝次郎、共演黒川弥太郎、高勢実乗、鳥羽陽之助、市川百々之助、横山運平、花井蘭子、鬼頭善一郎、清川荘司、磯川勝彦、上田吉二郎、三好文江、衣笠淳子
※日活京都撮影所、トーキー
- 江戸の春遠山桜 原作・脚本

監督荒井良平、撮影谷本精史、主演尾上菊太郎、共演高津愛子、深水藤子、鈴村京子、水之江澄子、小林重四郎
※日活京都撮影所、トーキー
- 宮本武蔵 地の巻 脚本

監督滝沢英輔、原作吉川英治、撮影吉見滋男、主演嵐寛寿郎、共演杉山昌三九、森静子、毛利峰子、嵐徳三郎、荒木忍、歌川八重子、頭山桂之助、玉島愛造、嵐橘右衛門、尾上紋弥、志村喬、阪東太郎
※嵐寛寿郎プロダクション、トーキー
- 女殺油地獄 脚本

監督藤田潤一、原作近松門左衛門、撮影石本秀雄、主演片岡千恵蔵、共演月形龍之介、芝田新、藤尾純、瀬川路三郎、尾上華丈、阪東国太郎、原健作、市川友三郎、中村園江、沢蘭子、比良多恵子、香住佐代子
※片岡千恵蔵プロダクション、トーキー
- 海鳴り街道 脚本

監督山中貞雄、原作三村伸太郎、撮影三井六三郎、主演大河内伝次郎、共演鳥羽陽之助、横山運平、高勢実乗、今成平九郎、宗春太郎、衣笠淳子、伊村利江子、石井喜美子、磯川勝彦、香川良介、鈴村京子、左文字一郎、清川荘司、鬼頭善一郎、山口佐喜雄
※日活京都撮影所、トーキー
- 荒木又右衛門 原作・脚本

監督萩原遼、撮影石本秀雄、主演片岡千恵蔵、共演瀬川路三郎、林誠之助、原健作、尾上華丈、阪東国太郎、川端繁、滝沢静子、月形龍之介、芝田新、葛木香一、大倉文男、歌川絹枝、久松三津江
※片岡千恵蔵プロダクション、トーキー

### 1937年
- 戦国群盗伝 前篇 虎狼 脚本

監督滝沢英輔、原作三好十郎、撮影唐沢弘光、音楽山田耕筰、主演河原崎長十郎、共演中村翫右衛門、市川笑太郎、市川莚司、中村鶴蔵、中村進五郎、山崎進蔵、助高屋助蔵、市川楽三郎、嵐芳三郎、瀬川菊之丞、山崎長兵衛、坂東調右衛門、河原崎国太郎、千葉早智子、橘小三郎、山岸しづ江、市川扇升、伊達里子、山縣直代、宮野照子、椿澄枝、清川虹子、小島洋々、生方賢一郎
※P.C.L.映画製作所・前進座、トーキー
- 戦国群盗伝 後篇 暁の前進 脚本

監督滝沢英輔、原作三好十郎、撮影唐沢弘光、音楽山田耕筰、主演河原崎長十郎、共演中村翫右衛門、市川笑太郎、市川莚司、中村鶴蔵、中村進五郎、山崎進蔵、助高屋助蔵、市川楽三郎、嵐芳三郎、瀬川菊之丞、山崎長兵衛、坂東調右衛門、河原崎国太郎、千葉早智子、橘小三郎、山岸しづ江、市川扇升、伊達里子、山縣直代、宮野照子、椿澄枝、清川虹子、小島洋々、生方賢一郎
※P.C.L.映画製作所・前進座、トーキー
- 浮世三味線 第一絃 脚本

監督荒井良平、原作邦枝完二、撮影荒木朝二郎、主演黒川弥太郎、共演花井蘭子、清川荘司、市川百々之助、深川波津子
※日活京都撮影所、トーキー

### 1939年
- その前夜 脚本

監督萩原遼、原案山中貞雄、撮影河崎喜久三、美術考証岩田専太郎、主演河原崎長十郎、共演助高屋助蔵、清川玉枝、中村翫右衛門、山田五十鈴、高峰秀子、今成平九郎、瀬川菊之丞、橘小三郎、市川莚司、山崎島二郎、市川扇升、市川章次、山崎進蔵、市川進三郎、中村公三郎、中村進五郎、嵐芳三郎、阪東調右衛門、阪東みのる、千葉早智子、中村鶴蔵、市川笑太郎、沢村比呂志、市川菊之助、山崎長兵衛、市川岩五郎、沢村千代太郎、嵐敏夫
※東宝映画京都撮影所、トーキー

## 関連作品
- 天才脚本家 梶原金八（2014年、時代劇専門チャンネル）

「梶原金八」と彼らを取り巻く人たちを描いた、時代劇専門チャンネルのオリジナルドラマ。メインキャストには、劇団ヨーロッパ企画の所属俳優たちがキャスティングされた。

## 関連事項
- ニコラ・ブルバキ - 鳴滝組とおなじ1934年に結成された数学者の集団的筆名
- 具流八郎
- ジガ・ヴェルトフ集団